# Philine sagra
Philine sagra är en snäckart som först beskrevs av d'Orbigny 1841.  Philine sagra ingår i släktet Philine och familjen havsmandelsnäckor. Inga underarter finns listade i Catalogue of Life.